# Ninet Tayeb
Ninet Tayeb (in ebraico נינט טייב‎?; Kiryat Gat, 21 ottobre 1983) è una cantante israeliana.

## Biografia
Nata da madre marocchina e padre tunisino, Tayeb ha iniziato la propria attività musicale nel 2003, anno in cui ha trionfato alla prima edizione del programma televisivo Kokhav Nolad (basato sul format di Pop Idol).
Nel settembre 2006 ha pubblicato l'album Barefoot, in cui collabora Aviv Geffen come produttore. Nel 2009 e nel 2012 ha vinto l'MTV Europe Music Award al miglior artista israeliano.
Nel 2015 ha collaborato con il cantautore e musicista britannico Steven Wilson nell'album Hand. Cannot. Erase., rinnovando la collaborazione nel brano Don't Hate Me (presente nell'EP 4 ½ del 2016). Nel 2017 la cantante è presente nel quinto album di Wilson To the Bone cantando nei brani To the Bone, Pariah, Permanating e People Who Eat Darkness.

## Discografia
- 2006 – Barefoot
- 2009 – Communicative
- 2012 – Sympathetic Nervous System
- 2013 – All Animals Knew
- 2017 – Paper Parachute
- 2023 – קמתי לרקוד